# Scott megye (Kentucky)
Scott megye az Amerikai Egyesült Államokban, azon belül Kentucky államban található. Megyeszékhelye és legnagyobb városa Georgetown. Lakosainak száma 57 155 fő (2020. április 1.). Scott megye Grant, Harrison, Bourbon, Fayette, Woodford, Franklin és Owen megyékkel határos.

## Népesség
A megye népességének változása:
| Lakosok száma | 47 453 | 48 029 | 48 991 | 49 947 | 52 420 | 57 155 |
|               | 2010   | 2011   | 2012   | 2013   | 2015   | 2020   |